# Mato Rico
Mato Rico là một đô thị thuộc bang Paraná, Brasil. Đô thị này có diện tích 394,533 km², dân số năm 2007 là 4235 người, mật độ 8,3 người/km².